# Cavallasca
Cavallasca (lombardul: Cavallasc'ca) település Olaszországban, Lombardia régióban, Como megyében. Lakosainak száma 3001 fő (2017. január 1.). Cavallasca határos Como és a svájci (Ticino kanton) Chiasso községekkel.